# Mein Lieblingstier heißt Winter
Mein Lieblingstier heißt Winter ist der erste Roman des österreichischen Schriftstellers Ferdinand Schmalz aus dem Jahr 2021. Er wurde für den deutschen und österreichischen Buchpreis nominiert. Eine Bühnenfassung von Rieke Süßkow (auch Regie) und Katja Herlemann wurde am 26. März 2023 in den Kammerspielen des Schauspiel Frankfurt uraufgeführt. Eine vom Autor selbst bearbeitete zweiteilige Hörspielfassung des Textes in der Regie von Henri Hüster wurde vom Norddeutschen Rundfunk produziert und am 23. und 30. Juli 2023 urgesendet.

## Inhalt
Den Anfang des Textes machen die beiden Putzmänner Harald und Norbert, die in einem Vergnügungspark Schimmelspuren von Plastikdinosauriern entfernen. Sabine Teufel, auch Schimmelteufel genannt, ist die Chefin und Eigentümerin der Putzfirma. Protagonist und Tiefkühlproduktlieferant Franz Schlicht wird vom krebskranken Kunden Dr. Schauer gebeten, nach seinem Selbstmord seinen toten Körper aus der Tiefkühltruhe zu entsorgen. Als Schlicht den Auftrag ausführen will, ist die Kühltruhe leer und Dr. Schauer verschwunden. In Schauers Wohnung trifft Schlicht auf dessen Tochter Astrid. Schlicht begibt sich daraufhin auf die Suche nach dem Verschwundenen.
Während der Suche trifft er den Ingenieur Huber, einen mysteriös und geheimnisvoll lebenden Bürger, sowie den Feuerwerksverkäufer Fabian und den Gerichtsmediziner Tulp. Schlicht wird von Harald und Norbert entführt und zu der Schimmelteufel gebracht, mit der er einige Jahre zuvor gemeinsam den Ministerialrat Kerninger aufgrund seiner Vorliebe für Nazi-Weihnachtsschmuck erpresst hatte. Unter Androhung von Gewalt zwingt die Schimmelteufel ihn nun, Dr. Schauer, falls Schlicht ihn aufspürt, zu ihr zu bringen. Aufgrund eines zugezogenen Schädelbasisbruchs und einer Dehydrierung bricht er mitten auf der Straße zusammen.
Im Krankenhaus trifft er auf Dr. Bitter, die in Schauers Verschwinden verwickelt ist und Schlicht zu einem Abendessen zu sich nach Hause einlädt. Nach dessen Besuch warnt Bitter den Kerninger vor Schlicht. Kerninger beauftragt den Florist Urbanek, Schlicht mit einer sogenannten „Venezianischen Trauerfeier“ zu beseitigen. Zu Schlichts Glück kreuzt die Polizei auf, die ihn allerdings für tot erklärt, wodurch er bei Tulp auf dem Seziertisch landet. Offensichtlich am Leben führt Schlicht seine Suche nach dem Schauer im Dinosaurier-Vergnügungspark weiter. Ein Donnergrollen aus dem Inneren eines Dinosauriers führt ihn schlussendlich zu Schauer, der in Unternullbädern sein Leben zu verlängern versuchte. Bei einem Kaffee tauschen sich die beiden über die Intrigen, die skurrile Selbstmordgruppe und ihre jeweiligen Abenteuer aus. Für Ministerialrat Kerninger nimmt die Geschichte, mit der Staatsanwältin und der Korruptionsbehörde vor der Tür, kein gutes Ende.

## Charaktere

### Franz Schlicht
Franz Schlicht nimmt die Rolle des Protagonisten ein. Sein Beruf als Tiefkühltransporter bringt ihn mit dem Dr. Schauer in Verbindung, dem er jeden zweiten Mittwoch eine Portion tiefgefrorenes Rehragout ins Haus liefert (S.20, Z.31). Schlichts Charakter ist geprägt von seinen Taten und Erlebnissen. Dies führte zu einem wüsten inneren Charakter (S.18, Z.2), den er nach außen hin verbirgt. Er ist eine vertrauenswürdige Person, die eigentlich ein normales und einfaches Leben führen möchte, durch seine Naivität allerdings in die komplexe und gefährliche Geschichte des Romans hineingerät. Sein schwacher Charakter (S.18, Z.10) wird mit der Zeit mutiger und stärker. Obwohl er mehrmals verletzt und eingeschüchtert wird, gibt er die Suche nach dem verschwundenen Dr. Schauer nie auf.

### Schimmelteufel, Sabine Teufel
Sabine Teufel ist die Chefin der Putzfirma «Schimmelteufel, Reinigung aller Art». Sie ist eine zielstrebige Person, die durch harte und schweißtreibende Arbeit zur Unternehmerin wurde und sich eine eigene Putzfirma aufbaute (S.16, Z.9/Z.12). Sie gilt als vertrauenswürdig (S.74, Z.6) und hat Zugang zu den intimsten Räumlichkeiten ihrer Kunden, wie z. B. bei der Naziweihnachtsschmucksammlung des Kerninger (S.76,Z.17). Entgegen ihres vorgeblichen Charakters ist sie hinterhältig und egoistisch.

### Norbert und Harald
Norbert und Harald sind Freunde, die beide als Putzexperten bei Sabine Teufel arbeiten. Zudem sind sie die Personen, die für Sabine Teufel ihre widerrechtlichen Angelegenheiten klären. Sie sind die ihr treu ergebene rechte Hand von Sabine Teufel.

### Kerninger
Kerninger ist der Ministerialrat der Stadt. Er hat eine Vorliebe für Naziweihnachtsschmuck. Zu seinem Amt kam er durch widerrechtliche Handlungen, die er auch in der Ausführung seiner Tätigkeit als Ministerialrat fortführt. Die Firma Schimmelteufel nutzt er zur Geldwäsche (S.183, Z.12). Obwohl er korrupt ist, liebt er seine Stadt und möchte sie verbessern (S. 106, Z. 8/9). Er handelt durchdacht und schlau. Im Laufe des Romanes erfährt man, dass Kerninger ein Mitglied des Sterbevereins ist. Nur durch die Bekanntschaft mit Dr. Schauers Tochter Astrid, mit der er eine Liebesbeziehung begann, hält er am Leben fest. Daher nutzt er die Gruppe zum eigenen Vorteil, indem er sich die Vermächtnisse der Verstorbenen vererben lässt (S.182, Z.18/19).

### Doktor Schauer
Der für Tod geglaubte Doktor Schauer erweist sich als lebendig, allerdings stirbt er wenige Minuten nach seinem Wiederfund an den Folgen seiner Krebserkrankung. Er hat eine Tochter namens Astrid, die Mutter ist unbekannt. Inspiriert von dem Buch Der Selbstmörderklub von Robert L. Stevenson gründet er einen Sterbeverein. Dessen Mitglieder sind Schauer selbst, Ministerialrat Kerninger, Doktor Bitter, Herr Huber und Herr Andreas. Ihr Ziel war es, eines möglichst ungewöhnlichen Todes zu sterben. So wollte Schauer sich in seiner Tiefkühltruhe das Leben nehmen. Allerdings erfuhr er im Internet, dass man mit der richtigen Konzentration von Salz und Wasser in einer Tiefkühltruhe die Zellen verjüngen könne. Er erhofft sich darin einen Weg, den Krebs zu besiegen und seinen Tod hinauszuzögern (S.179, Z.19/26). Seine Tochter Astrid betrachtet er als Schande, da sie der Grund für Kerningers Entscheidung zum Weiterleben sei (S.181,Z.1-5).

### Feuerwerker Fabian
Der beste Freund des Schlicht ist Fabian. Dieser besitzt einen Feuerwerksladen und hatte einen roten Kanarienvogel, der von Norbert und Harald umgebracht wurde. Er ist ein treuer Berater in Schlichts Leben und dessen Kontaktperson bei schwierigen Fragen. Er hegt einen Groll gegen Kerninger, den er für den Tod des Kanarienvogels verantwortlich macht.

### Doktor Martha Bitter
Doktor Martha Bitter ist eine alte Freundin des Dr. Schauer. Sie ist Anästhesistin und hat Schauer bei palliativmedizinischen Fragen beraten (S.45, Z.2). Ihr Ehemann sitzt im Rollstuhl und möchte wiederholt freiwillig in ein künstliches Koma versetzt werden, damit er freier denken kann. Sie ist Mitglied des Sterbevereins.

### Ingenieur Huber
Ingenieur Huber ist ein alter Bekannter von Dr. Schauer und Mitglied des Sterbevereines. Er wohnt alleine und gänzlich aus der Gesellschaft zurückgezogen (S.42.Z.9/Z.14) in einem zur Festung ausgebauten Haus. Seiner Meinung nach herrscht ein europäischer Bürgerkrieg (S.45,Z.22). Er wird wenige Tage nach Schlichts Besuch tot aufgefunden, da er sich anscheinend mit einer Selbstschussanlage getötet hat.

### Astrid
Astrid ist die Tochter von Doktor Schauer. Sie arbeitet als Zahntechnikerin in einer Praxis, wo sie für die Erstellung neuer Zahnprothesen verantwortlich ist. Wegen ihrer Liebe fürs Detail (S.34,Z.5) ist sie seit ihrer Kindheit von Zähnen fasziniert. Sie trägt stets einen Zahn in der Hosentasche, der auf sie beruhigend wirkt (S.34,Z17). Sie führt eine Liebesbeziehung mit Kerninger, dem sie neue Lebensfreude bringt, was zum Konflikt mit ihrem Vater führt (S.180,Z.25).

### Herr Andreas
Herr Andreas ist der Geldgeber des Freizeitparks. Sein Vermögen erbte er von seinem Onkel (S.13,Z.18). Mit dieser Erbschaft möchte er für Kinder in Form eines Freizeitparks ein Paradies erschaffen. Er ist Mitglied des Sterbevereins.

## Sprache
Der Roman ist in einer Kunstsprache verfasst, die einem süddeutschen Dialekt ähnelt. Der Text nutzt eine verquere Syntax und einen nicht immer logischen Sprachverlauf. Der Tod ist ein zentrales Thema, wird jedoch mal direkt angesprochen, mal euphemistisch umschrieben. Die Süddeutsche Zeitung schreibt: „Das Holzgeschnitzte des Dialekts drängt sich so unheimlich auf, während nur manchmal auch die Schönheit eines erweiterten Wortschatzes durchkommt.“ Ein Beispiel ist das Wort „heimdrehen“, das als Euphemismus für die im Text beschriebenen Todesarten verwendet wird. Die Komplexität der Sätze zeigt den parataktischen Aufbau und die ständigen Wiederholungen im Nebensatz: „Und hätt, hätt nicht hierher, hier in den Keller kommen sollen, er, der Schlicht.“ Dazu kommen nachgezogene Subjekte, vorangestellte Prädikate sowie eine Häufung deiktischer Ausdrücke wie „jetzt“, „drin“ und „draußen“: „Und trotzdem steht er da im Keller drin, im fahlen Neonlicht, da im Verwesungsdunst des Rehragouts.“ Diese Sprache lässt den Roman trotz seiner Auseinandersetzung mit dem Tod humorvoll erscheinen.

## Motive und Themen
Das Hauptmotiv des Romans ist der Tod, insbesondere Selbstmord und Methoden zur Lebensverlängerung. Am Anfang des Textes spricht Doktor Schauer mit Schlicht über seinen Suizid. Obwohl er diesen schlussendlich nicht ausführt, häufen sich im Verlauf des Textes mysteriöse Tode, die Selbstmord als Todesursache nahelegen. Auch Schlicht sieht sich mit dem Tod konfrontiert, als er von Urbanek in einen Sarg eingesperrt wird und sich letztlich lebendig auf dem Seziertisch wiederfindet. Durch den Sterbeverein, dem die meisten Charaktere angehören, wird der Tod zusätzlich in den Vordergrund gerückt. Die Mitglieder des Vereins planen ihre eigenen, möglichst außergewöhnlichen Tode im Detail.
Entgegen den Zielen seines Vereins versucht Dr. Schauer, sein Leben zu verlängern. Mithilfe sogenannter Unternullbädern hofft er, seinen Krebstod hinauszögern zu können.

## Rezensionen
Im Kulturmagazin Perlentaucher wurden Rezensionen von insgesamt sechs renommierten Zeitungen veröffentlicht. Nur in einer dieser sechs Rezensionen wird überwiegend negativ über den Text geschrieben. In der Süddeutschen Zeitung schrieb die Rezensentin Marie Schmidt, dass sie sich größtenteils mit Mühe durch den Roman kämpfte. Zudem halte der Roman nicht ein, was er anfangs versprochen hätte. Die Rezensentin erhoffte sich mehr „Tod, Moder und Verwesung“ und auch die Hauptfigur Schlicht konnte sie nicht aus der Ermüdung wecken. Die eigens konstruierte Kunstsprache mit ihrem „reizvollen Klang und Rhythmus“ wird positiv aufgefasst, jedoch fehle es an Varianz.
Weitere Rezensionen wurden in der Frankfurter Allgemeine Zeitung, der Frankfurter Rundschau, der NZZ, der Tageszeitung und dem Deutschlandfunk veröffentlicht. Diese übten überwiegend wohlwollende Kritik. Jan Wiele von der Frankfurter Allgemeinen Zeitung entdeckt im Roman „Momente eigenartiger Schönheit“, sowie eine Sprachsensibilität, die er in der Gegenwartsliteratur vermisse.
Rezensent Carsten Otte bezeichnet den Roman in der Tageszeitung als „grandios-grotesk“. Der Roman entwickle sich zu einem fesselnden Krimi, der viele komische Figuren und einen „bitterbösen Humor“ beinhalte. Paul Jandl, Rezensent in der Neuen Zürcher Zeitung bezeichnet den Roman als „gewitzten Nonsens“, der dem „Fieber der Kaltblütigkeit“ freien Lauf ließe.